# Aurélien Pascal
Aurélien Pascal, né le 5 décembre 1994 à Paris, est un violoncelliste français.

## Biographie
Après des études au CNSMDP, Aurélien Pascal étudie à la Kronberg Akademie.
En 2014, il se voit décerner le Grand Prix Emanuel Feuermann.
En 2017, il est finaliste du Concours Reine Elisabeth.
En 2023, il est nommé révélation soliste instrumental des Victoires de la musique classique.
Il est le fils du pianiste Denis Pascal,.